# 亚当斯 (北达科他州)
亚当斯（英語：Adams），是美国北达科他州下属的一座城市。根据2010年美国人口普查，该市有人口127人。